# Рыпаленко, Пётр Афанасьевич
Пётр Афанасьевич Рыпаленко (25 апреля 1926 — 7 ноября 2003) — бригадир слесарей Славянского завода строительных машин министерства строительного, дорожного и коммунального машиностроения СССР, Герой Социалистического Труда (1971).

## Биография
Родился 25 апреля 1926 года в селе Никоноровка Славянского района Донецкой области в украинской семье. В 1941 году окончил семь классов средней школы № 12 Славянска. В феврале 1943 года с отступающими советскими войсками ушёл за реку Донец, а 8 марта, в неполные семнадцать лет в составе Красной армии участвовал в боях на территории Краснолиманского района. Когда фронт стабилизировался по реке Донец, он был направлен в учебный пункт под городом Рубежное.
После трёх месяцев подготовки, сержант Рыпаленко вернулся на передовую, командовал отделением дивизионной разведки. В ходе Корсунь-Шевченковской наступательной операции был тяжело ранен. Восстановившись освобождал Польшу и участвовал в штурме Берлина. После окончания войны продолжил службу в Германии. Уволен со службы в 1950 году.  
Вернувшись, стал трудиться слесарем-сборщиком на Славянском заводе строительных машин. За небольшой период освоил профессию. В 1954 году был избран председателем профсоюзного комитета завода. После двух лет работы на выборной должности, вернулся трудиться в цех и возглавил молодёжную бригаду слесарей механосборочных работ. За свою трудовую деятельность внёс более чем 100 рационализаторских предложений, передал опыт 84 молодым специалистам. Более 70 раз ему объявлялась благодарность.
Указом Президиума Верховного Совета СССР от 20 апреля 1971 года за большие успехи в выполнении заданий пятилетнего плана и заслуги в развитии строительного, дорожного и коммунального машиностроения Петру Афанасьевичу Рыпаленко присвоено звание Героя Социалистического Труда с вручением ордена Ленина и золотой медали «Серп и Молот».
Избирался депутатом Славянского городского совета, был делегатом XXV съезда Компартии Украины.
Проживал в Славянске. Умер 7 ноября 2003 года. 

## Награды
За трудовые и боевые успехи удостоен:
- золотая звезда «Серп и Молот» (20.04.1971)
- орден Ленина (20.04.1971)
- Орден Отечественной войны II степени (11.03.1985)
- Орден Красной Звезды (07.02.1945)
- Орден «Знак Почёта» (09.08.1958)
- Медаль «За боевые заслуги» (23.05.1945)
- другие медали.

- Почётный гражданин города Славянска (18.04.1995).